# Єлизавета Амалія Гессен-Дармштадтська
Єлизавета Амалія Магдалена Гессен-Дармштадтська (нім. Elisabeth Amalie Magdalene von Hessen-Darmstadt, 20 березня 1635 — 4 серпня 1709) — принцеса Гессен-Дармштадтська з Гессенського дому, донька ландграфа Гессен-Дармштадту Георга II та саксонської принцеси Софії Елеонори, дружина курюфюрста Пфальцу Філіпа Вільгельма.

## Життєпис
Єлизавета Амалія народилась 20 березня 1635 року у Новому замку Гіссена. Вона була п'ятою дитиною та третьою донькою в родині ландграфа Гессен-Дармштадтського Георга II та його дружини Софії Елеонори Саксонської. Згодом в сім'ї з'явилося ще вісім доньок та син. Дорослого віку досягло десятеро дітей.
Єлизавета Амалія виховувалася матір'ю в суворому лютеранському дусі. Дівчину описували як привабливу білявку.
У 18 років принцеса побралася із 37-річним герцогом Юліху та Бергу Філіппом Вільгельмом. Весілля пройшло 3 вересня 1653 у Лангеншвальбаху. Союз став можливим за посередництва ландграфа Ернеста Гессен-Райнфельського та переходу нареченої з лютеранства до католицтва. Конверсія була виконана таємно та без відома родини. 1 листопада 1653 молода дружина публічно та урочисто проголосила про перехід до нового віросповідання.
Оселилося подружжя в Дюссельдорфі, де вело благочесне життя, засновуючи церкви та монастирі. Шлюб був тривалим та дуже щасливим. Єлизавета Амалія народила 17 дітей.
Пізніше родина оселилася в Нойбурзі. У травні 1685 Філіп Вільгельм успадкував Пфальц і став курфюрстом. Помер він у вересні 1690 року.
Єлизавета Амалія зберегла красу до поважних літ, передавши її донькам. Вона пережила чоловіка на 20 років, померши 4 серпня 1709 року. Поховали курфюрстіну в церкві Нойбурзького палацу.

## Родина

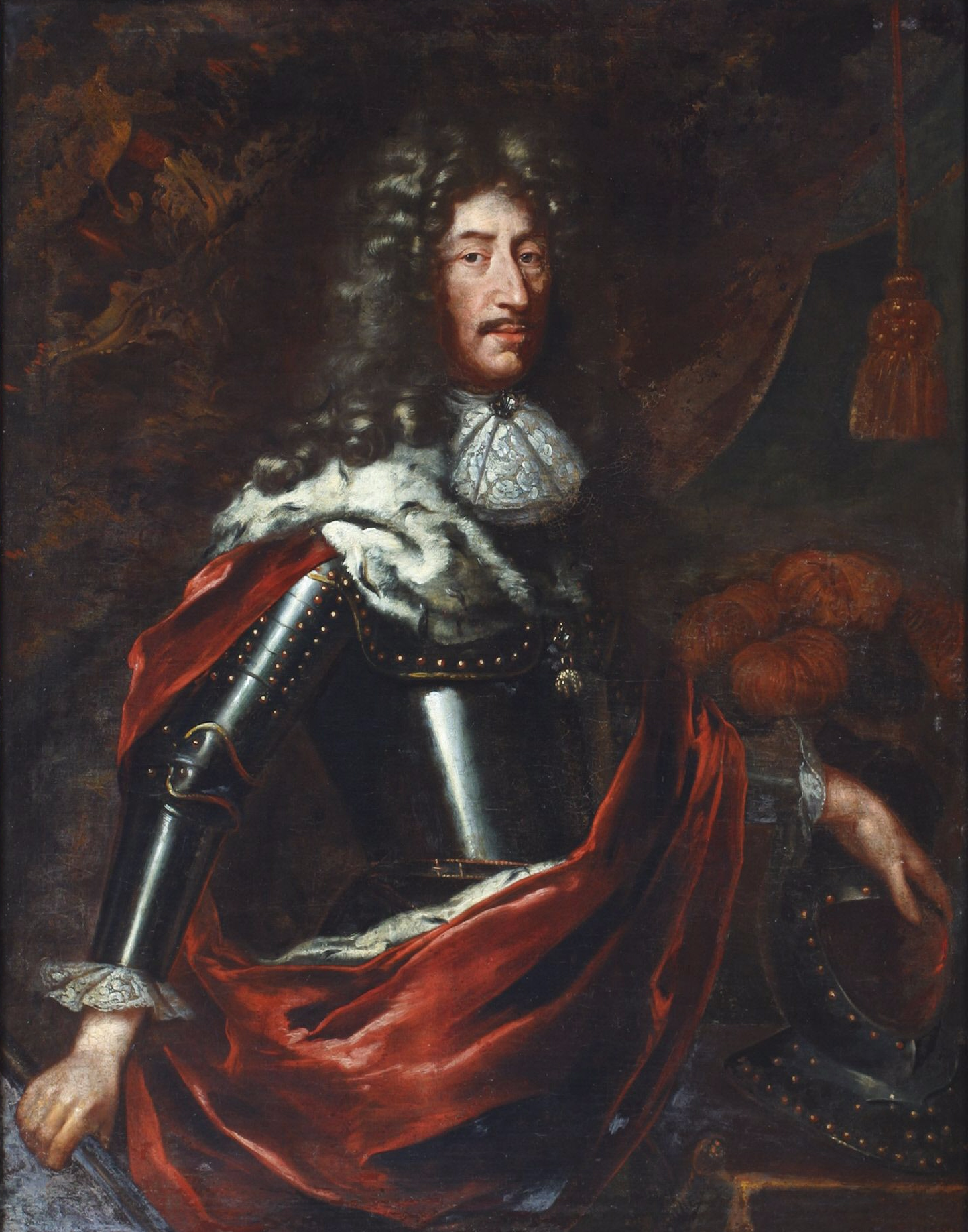
Філіп Вільгельм Нойбурзький

Чоловік — Філіпп Вільгельм, герцог Юліський та Берзький
Діти:
- Елеонора Магдалена (1655—1720) — дружина імператора Священної Римської імперії Леопольда I, мала десятеро дітей;
- Марія Адельгейда Анна (6 січня—22 грудня 1656) померла в ранньому віці;
- Софія Єлизавета (1657—1658) померла в ранньому віці;
- Йоганн Вільгельм (1658—1716) — курфюрст Пфальца у 1690—1716, герцог Юліху та Берга у 1679—1716 роках, був одруженим з Марією Анною Йозефою Австрійською, згодом — з Анною Марією Луїзою де Медічі, від першого шлюбу мав двох синів, що померли при народженні;
- Вольфганг Георг (1659—1683) — ауксіліарій єпископа Кельну, був бездітним та неодруженим;
- Людвиг Антон (1660—1694) — принц-єпископ Вормсу у 1691—1694, великий магістр Тевтонського ордену у 1685—1694 роках, був бездітним та неодруженим;
- Карл Філіп (1661—1742) — курфюрст Пфальца, герцог Юліху та Берга у 1716—1742 роках, був одружений з Людовікою Кароліною Радзивілл, після її смерті — з Терезою Любомирською, згодом — з Віолантою Турн-унд-Таксіс, мав п'ятеро дітей;
- Александр Сигізмунд (1663—1737) — принц-єпископ Аугсбургу у 1690—1737 роках, був бездітним та неодруженим;
- Франц Людвиг (1664—1732) — принц-єпископ Бреслау, Вормса, архієпископ Майнца, великий магістр Тевтонського ордену у 1694—1732 роках, був бездітним та неодруженим;
- Фрідріх Вільгельм (1665—1689) — генерал імперської армії, загинув у віці 24 років при облозі Майнца, був бездітним та неодруженим;
- Марія Софія (1666—1699) — дружина короля Португалії Педру II, мала семеро дітей;
- Марія Анна (1667—1740) — дружина короля Іспанії Карла II, згодом — одружилася із Жаном де Ларетег'ю, дітей не мала;
- Філіп Вільгельм Август (1668—1693) — принц Пфальца, був одруженим із герцогинею Саксен-Лауенбургу Анною Марією Францискою, мав двох доньок;
- Доротея Софія (1670—1748) — дружина спадкоємного принца герцогства Парми і П'яченци Одоардо Фарнезе, мала двох дітей;
- Ядвіга Єлизавета (1673—1722) — дружина польського принца Якуба Людвіка Собєського, мала шестеро дітей;
- Йоганн (1—2 лютого 1675) помер після народження;
- Леопольдіна Елеонора (1679—1693) була заручена з курфюрстом Баварії Максиміліаном II, померла від швидкоплинної хвороби з гарячкою до шлюбу.